# Dammám
Dammám (arabul :  الدمام átírva: ad-Dammām) város Szaúd-Arábiában, a Keleti tartomány (ash-Sharqiyya) székhelye. A Perzsa-öböl partján fekszik, Bahreinnel átellenben. 
Kis halászfaluból fejlődött jelentős közigazgatási és ipari központtá. Lakossága 1 millió fő volt 2010-ben amivel az ország 5. legnagyobb városa. A hozzá csatlakozó Dhahran és Khobar városokkal több mint 4 milliós konurbációt alkot. 

## Gazdaság
Dzsidda után a 2. legnagyobb kikötő, de egyben az ország első behozatali kikötője. Kőolajipari központ. Jelentős a vegyipar. Műtrágyagyára földgázt dolgoz fel, kénsavgyára a gázból leválasztott kénre támaszkodik. Cementgyára és csőgyára a kőolajmezőkön folyó hatalmas építkezéseket szolgálja. Hőerőmű működik a közelben. Fontos oktatási központ több egyetemmel (University of Dammam, Kafilat University, Arab Open University stb.). A tőle 400 km-re levő Rijáddal autóút és vasút köti össze.

## Éghajlat
| Hónap                         | Jan. | Feb. | Már. | Ápr. | Máj. | Jún. | Júl. | Aug. | Szep. | Okt. | Nov. | Dec. | Év   |
| ----------------------------- | ---- | ---- | ---- | ---- | ---- | ---- | ---- | ---- | ----- | ---- | ---- | ---- | ---- |
| Rekord max. hőmérséklet (°C)  | 31,3 | 36,0 | 40,0 | 45,3 | 48,0 | 50,3 | 50,0 | 49,0 | 46,4  | 46,0 | 39,3 | 32,0 | 50,3 |
| Átlagos max. hőmérséklet (°C) | 21,1 | 23,9 | 29,2 | 34,5 | 40,6 | 43,6 | 45,0 | 44,7 | 41,4  | 37,6 | 29,1 | 23,2 | 34,5 |
| Átlagos min. hőmérséklet (°C) | 9,5  | 11,4 | 14,6 | 19,9 | 24,8 | 27,5 | 29,3 | 28,8 | 25,2  | 21,2 | 16,1 | 11,5 | 20,0 |
| Rekord min. hőmérséklet (°C)  | 0,8  | 4,0  | 6,0  | 13,0 | 17,5 | 21,3 | 25,0 | 19,0 | 19,2  | 16,5 | 7,0  | 1,8  | 0,8  |
| Átl. csapadékmennyiség (mm)   | 20   | 7    | 6    | 11   | 3    | 0    | 0    | 0    | 1     | 0    | 16   | 23   | 86   |

## Fordítás
- Ez a szócikk részben vagy egészben  a   Dammam című angol Wikipédia-szócikk fordításán alapul.  Az eredeti cikk szerkesztőit annak laptörténete sorolja fel. Ez a jelzés csupán a megfogalmazás eredetét és a szerzői jogokat jelzi, nem szolgál a cikkben szereplő információk forrásmegjelöléseként.